# Ескриџ (Канзас)
Ескриџ (енгл. Eskridge) град је у америчкој савезној држави Канзас.

## Демографија
По попису из 2010. године број становника је 534, што је 55 (-9,3%) становника мање него 2000. године.
| Група             | 2000.       | 2010.       |
| Белци             | 567 (96,3%) | 515 (96,4%) |
| Афроамериканци    | 6 (1,0%)    | 6 (1,1%)    |
| Азијати           | 2 (0,3%)    | 1 (0,2%)    |
| Хиспаноамериканци | 8 (1,4%)    | 4 (0,7%)    |
| Укупно            | 589         | 534         |